# سکوبازی

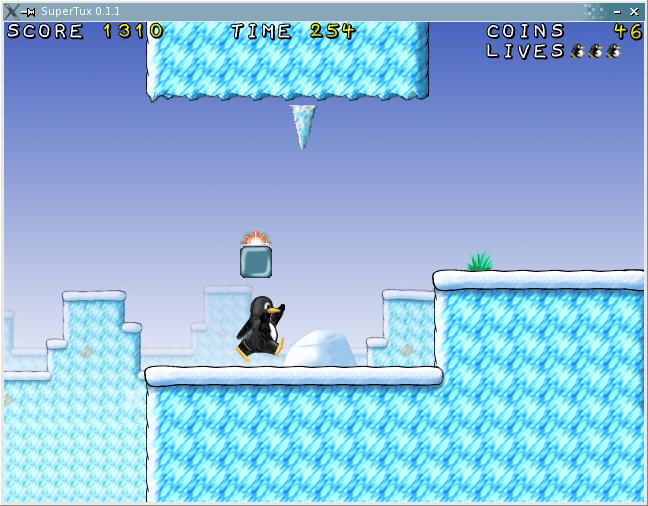
نوعی بازی پرشی

سکوبازی، پرشی یا پلتفرمر (به انگلیسی: Platform یا Platformer) یکی از سبک‌های اصلی بازی‌های رایانه‌ای است که بازی‌کننده را مجبور به پرش از روی موانع مختلف، یا بالا رفتن از سدهای فیزیکی بازی می‌کند. از بازی‌های محبوب و مشهور این سبک می‌توان از مجموعه بازی‌های سوپر ماریو نام برد. بازی‌های بسیار زیادی از این سبک وجود دارند.

## شکل‌گیری نام
در ایران اولین بار مجله دنیای بازی از نام سکوبازی برای این سبک نام برد و در نقدها و مقالات خود از این نام استفاده می‌کند. به دلیل روان بودن نام در زبان فارسی، این نام تقریباً در بین بازی‌کننده‌های ایرانی هم جا افتاده‌است.